# 蒙古国LGBT权益
同性性行为于1961年在蒙古国合法化。
在蒙古国境内存在一些活跃的LGBT维权组织，其中最著名的是"Tavilan"（意为：“命运”）。

## 同性性行为的法律
蒙古民族進入中原統治之前，鐵木真統一蒙古諸部，被推舉成為成吉思汗。當時的蒙古法典《成吉思汗法典》，有禁止男性與男性從事肛交行為，違反者處死的嚴格規定。根據某些研究者的說法，該禁令可能是要增加蒙古人口，而禁止不能生產人口的性行為。
清朝統治蒙古所用的法律為《蒙古律書》和《蒙古律例》，在蒙古律書和蒙古律例中僅記載與他人之妻以及哈吞/福晉（貴族妻子）通姦的罰則。清政府滅亡後，外蒙古雖在某些時候依附北洋政府，但大部分的時候處於事實上的獨立狀態。根據Baasanjav Terbish的說法，蒙古在社會主義時期之前，和一個人有性關係（不論同性或異性）既不構成刑事犯罪，也不對現有社會秩序構成威脅。但是蒙古的社會主義政權後來跟隨了蘇聯政府，將同性性行為刑事化。直到1990年蒙古革命，結束社會主義政權，在後社會主義的時代，同性性行為才合法。
根據烏蘭巴托英語報紙UB Post一篇2018年的報導，蒙古1961年的刑法將同性性行為刑事化，直到1993年才合法。蒙古將同性性行為定為犯罪的法律可能是來自於1960年蘇俄刑法第121條。

## 同性关系承認
蒙古国宪法未对婚姻做出明确定义，其宪法条文写道：“婚姻建立在已达到法定年龄的配偶以平等与相互同意的为原则基础上。国家保护家庭、母亲与儿童的利益。”

## 反歧视相关
针对LGBT群体的暴力和歧视事件在蒙古国时有发生。2001年，一名女同性恋者被两名男性劫持并强奸。2009年，该国新納粹主義群体绑架了三名变性的女性，并对她们进行了性侵犯。2014年2月，一名同性恋男子亦被新納粹主義群体性侵犯。针对以上事件，蒙古国政府在2014年5月宣布将制订反歧视相关法律保障LGBT群体的权益。
2015年12月3日，國家大呼拉爾宣布制订《The Criminal Code》以禁止对不同性取向和性征的人发布仇恨言论。《The Criminal Code》于2016年9月正式生效。 

## 性别认同与表达
2009年6月，蒙古国户政登记法第20(1)条规定允许跨性别者进行变性手术后更改自己身份证上的性别栏。
目前，性别认同与表达均写入了仇恨犯罪中。

## 生活现状
现阶段，蒙古国LGBT群体缺乏社会曝光度。而该国普通大众对LGBT相关知识也缺乏了解。
2009年，LGBT中心在经历十次以上失败申请后成功获得政府的注册许可。 起初，政府以“与蒙古传统习俗冲突并且会给青少年做错误的示范”为由一直拒绝此申请。
2011年起，國際不再恐同日开始在蒙古国举办。

## 简况
| 同性性行为                                             | （1993年起） |
| 相同同意年龄                                           | （1993年起） |
| 反歧視法執行（教育及僱傭）                             | 否           |
| 反歧視法適用於商品及服務法規                           | 否           |
| 反歧視法適用於所有其他領域（包括：間接歧視、仇恨言論） | （2016年起） |
| 仇恨犯罪包括性别认同与表达                             | （2016年起） |
| 同性婚姻                                               | 否           |
| 承認同性伴侶                                           | 否           |
| 同性伴侶領養繼子女                                     | 否           |
| 同性伴侶可共同領養                                     | 否           |
| 軍界公開性向                                           |              |
| 變性權益                                               | （2009年起） |
| 女同性戀進行體外受精之合法管道                         | 否           |
| 男同性戀進行商業代孕                                   | No           |
| MSM可以献血                                            |              |